# Аврији (Орн)
Аврији (фр. Avrilly) насеље је и општина у северној Француској у региону Доња Нормандија, у департману Орн која припада префектури Алансон.
По подацима из 2011. године у општини је живело 133 становника, а густина насељености је износила 24,18 становника/km². Општина се простире на површини од 5,5 km². Налази се на средњој надморској висини од 200 метара (максималној 245 m, а минималној 139 m).

## Демографија
| 1962. | 1968. | 1975. | 1982. | 1990. | 1999. | 2011. |
| ----- | ----- | ----- | ----- | ----- | ----- | ----- |
| 153   | 185   | 166   | 173   | 160   | 136   | 133   |

График промене броја становника у току последњих година